# Antocha studiosa
Antocha studiosa là một loài ruồi trong họ Limoniidae, loài này được Alexander miêu tả khoa học lần đầu tiên năm 1951. Antocha studiosa phân bố ở miền Ấn Độ - Mã Lai.